# Saint-Bauzile (Lozère)
Saint-Bauzile è un comune francese di 600 abitanti situato nel dipartimento della Lozère nella regione dell'Occitania.

## Storia

### Simboli
Lo stemma è stato adottato il 5 novembre 2015.
La torre rappresenta l'antica fortezza di Montialoux, uno dei punti fortificati della baronia di Tournel che fu signore del luogo.
La pianura erbosa simboleggia i pascoli, le due pecore ricordano che Saint-Bauzile è stata per lungo tempo un fiorente centro di tessitura della lana. Lo sfondo azzurro rappresenta i fiumi della valle, il Bramont e il Nize. Le tre fontane fanno riferimento a san Baudilio martire che fu decapitato e la cui testa cadendo a terra rimbalzò tre volte, facendo scaturire tre sorgenti

## Società

### Evoluzione demografica
Abitanti censiti